# Domingo Nieto
Domingo Nieto y Márquez (Ilo, 15 agosto 1803 – Cusco, 17 febbraio 1844) è stato un politico peruviano.
È stato Presidente del Perù dal 20 marzo 1843 al 17 febbraio 1844.